# Список об'єктів Світової спадщини ЮНЕСКО в Судані
В списку об'єктів Світової спадщини ЮНЕСКО у Судані налічується 2 найменування (станом на 2011 рік).

## Пояснення до списку
У таблицях нижче об'єкти розташовані у хронологічному порядку їх додавання до списку Світової спадщини ЮНЕСКО.
Кольорами у списку позначено:
На мапах кожному об'єкту відповідає червона позначка ().

## Список
| № | Зображення | Назва                                                 | Розташування | Тип        | Час створення | Рік внесення до списку | №                                                   | Критерії           |
| - | ---------- | ----------------------------------------------------- | ------------ | ---------- | ------------- | ---------------------- | --------------------------------------------------- | ------------------ |
| 1 |            | Джебель-Баркал і археологічні ділянки регіону Напатан | —            | Культурний | —             | 2003                   | 1073 [Архівовано 24 грудня 2018 у Wayback Machine.] | i, ii, iii, iv, vi |
| 2 |            | Археологічні пам'ятки острова Мерое                   | —            | Культурний | —             | 2011                   | 1073 [Архівовано 24 грудня 2018 у Wayback Machine.] | ii, iii, iv, v     |